# Alexander Hollaender
Alexander Hollaender, né le 19 décembre 1898 à Samter alors dans l'Empire allemand et mort le 6 décembre 1986 à Washington, est un biologiste des radiations et biophysicien germano-américain.

## Biographie
Alexander Hollaender arrive aux États-Unis en 1921 et vit d'abord chez un oncle à Birmingham, en Alabama . Lors d'un voyage à Saint-Louis, il rencontre Henrietta Wahlert, qu'il épouse en 1925. À partir de 1929, il étudie à l' Université du Wisconsin, et il obtient  une licence en 1930 et un doctorat en 1931. Déjà à cette époque, il s’intéresse à l’interaction des molécules avec les radiations. Il enquête sur l'affirmation des scientifiques russes selon laquelle des radiations étaient libérées lors de la mitose dans les cellules (voir l'article biophoton) alors appelé rayonnement mitogénétique ; il s'est rendu en Union soviétique en 1931, mais il a considéré que les preuves étaient insuffisantes

## Recherche
Hollaender étudie l'influence du rayonnement ultraviolet sur les cellules et prouve en 1935 que les cellules pouvaient s'en remettre : un premier indice de ce qui a été plus tard expliqué comme la réparation de l'ADN,. Ses recherches ont également fourni les premiers indices sur le rôle des acides nucléiques dans le matériel génétique ; il a ainsi découvert que lorsque les dermatophytes étaient irradiés avec de la lumière ultra-violette, le spectre d'absorption des cellules endommagées se situait dans la gamme du spectre des acides nucléiques, et non des protéines. Il a publié ce travail en 1941 à une époque où le rôle des acides nucléiques jn'était pas encore connu.

## Carrière
En 1937, il devient chercheur à l'Institut de biophysique des National Institutes of Health à Washington. Pendant la Seconde Guerre mondiale, il sert comme civil au Office of Scientific Research and Development du médecin-chef de la marine américaine. De 1946 à 1966, il dirige le département de biologie du Laboratoire national d'Oak Ridge, qu'il transforme en un important centre de recherche en génétique et en biologie des rayonnements. Il fonde une école supérieure de biomédecine à Oak Ridge avec l'Université du Tennessee. À partir de 1967, il est chercheur principal à Oak Ridge. De 1970 à 1978, il est consultant auprès du ministère de l'Énergie (DOE). En 1973, il quitte Oak Ridge pour se consacrer à la planification de la recherche en biologie et  fonde le Council for Research Planning in Biological Sciences (dont le siège est situé à l'Associated Universities de Washington, D.C.).

## Responsabilités
Il fut l'un des fondateurs de la Radiation Research Society en 1952 et son président en 1954, ainsi que fondateur de la Environmental Mutagenesis and Genomics Society (en) en 1970.
Hollaender a été membre de l'Académie nationale des sciences (1957) et de l'Académie américaine des arts et des sciences (1960). Il a reçu la médaille Finsen en 1968, le prix NAS pour la qualité environnementale en 1979 et le prix Enrico Fermi en 1983. En 1970, il a été président d'honneur du 3e Congrès international sur la mutagenèse environnementale au Japon.

## Reconnaissance
Le prix Alexander Hollaender de biophysique porte son nom.

## Autres publications
- Alexander Hollaender (éditeur), Radiation Biology : 3 volumes, McGraw Hill, 1954 à 1956.
- Alexander Hollaender (éditeur), Chemical Mutagens, Principles and Methods of their Detection : 3 volumes, Plenum Press, 1971, 1973.